# Odkrywkowe kopalnie siarki w Polsce

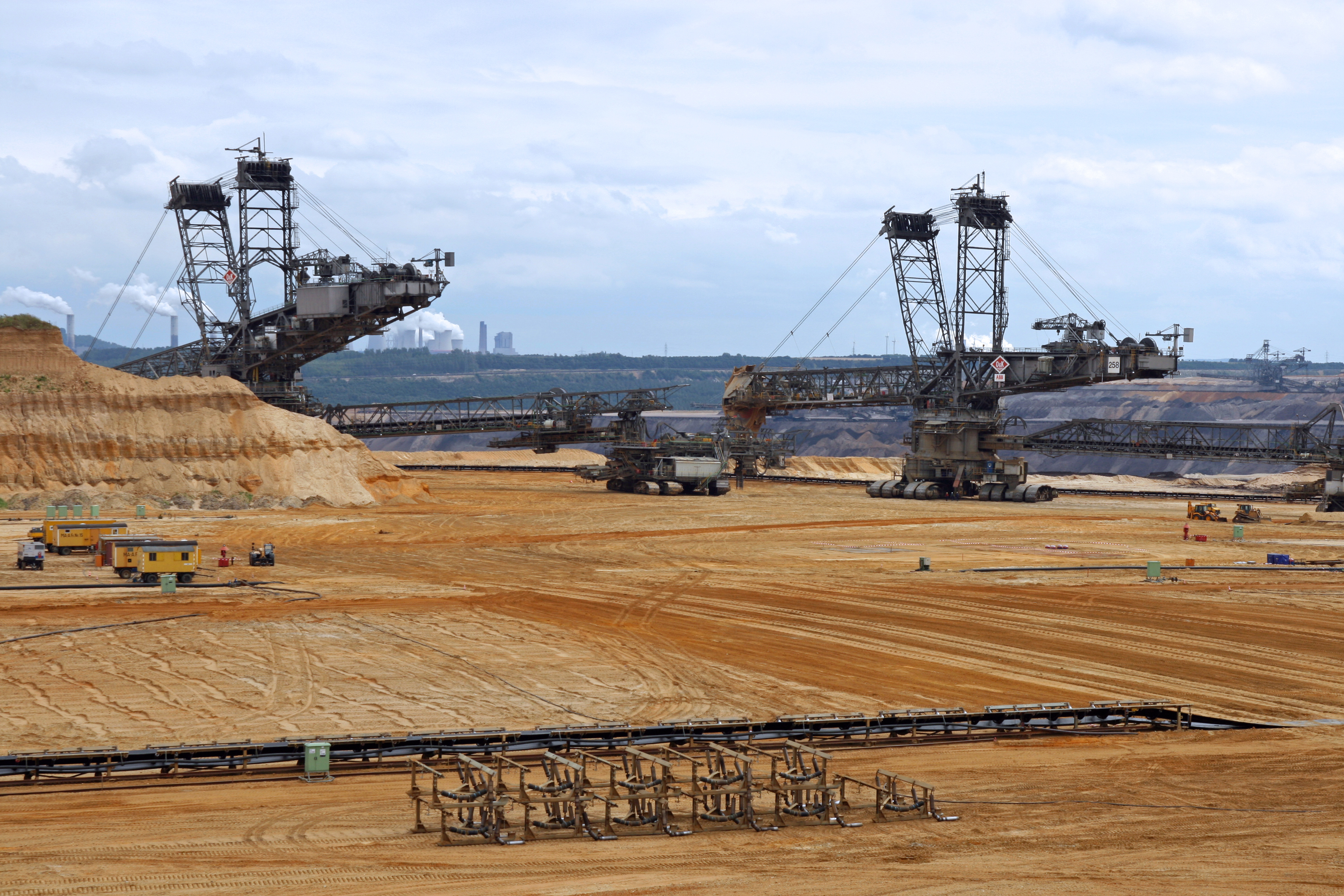
Kopalnia odkrywkowa

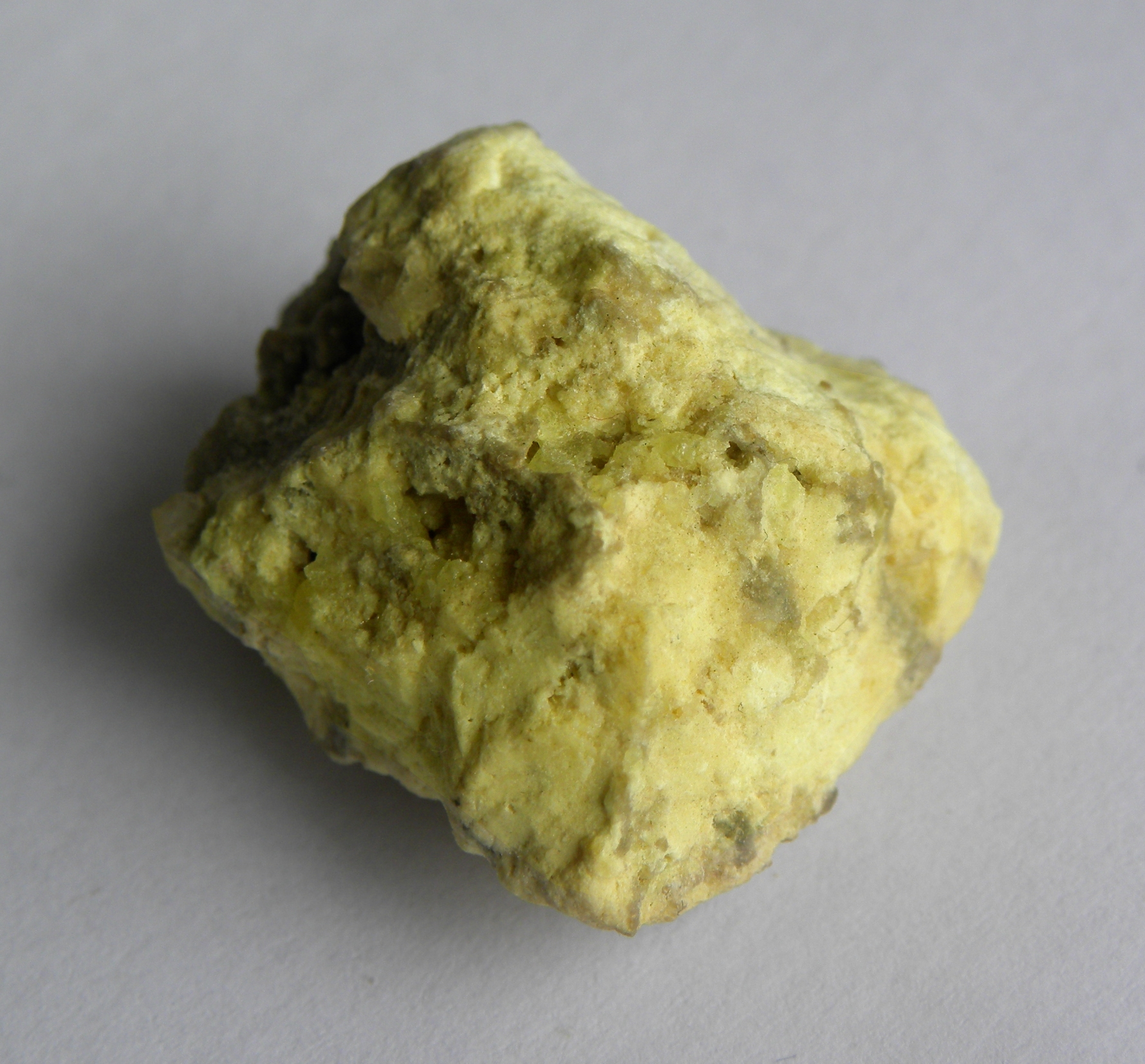
Ruda siarki

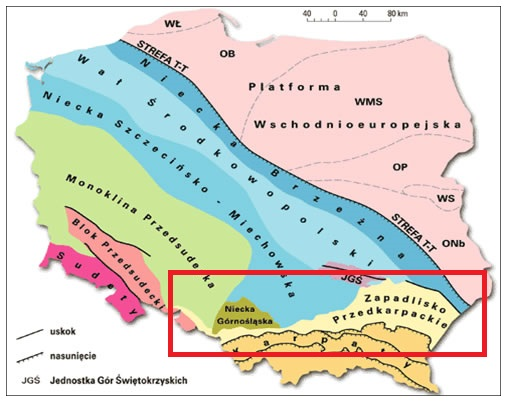
Zapadlisko przedkarpackie

Odkrywkowe kopalnie siarki, polskie kopalnie wydobywające siarkę metodą odkrywkową.

## Historia
Informacje na temat górnictwa siarkowego w Polsce istnieją od początku XV wieku. Wydany ok.1415 przez Władysława Jagiełłę przywilej zezwalał mieszczanom krakowskim na prowadzenie poszukiwań i wydobywania siarki w Swoszowicach. Powstały tam pierwsze podziemne szybowe kopalnie, w których siarka wydobywana była przez około 500 lat. W pierwszej połowie XIX wieku była to największa kopalnia siarki w Europie. Szacuje się, że z kopalni wydobyto około 200 tysięcy ton siarki.
W latach 80. XIX wieku w Zawadzie powstała szybowa kopalnia siarki ze złożami, m.in. na terenie, Kokoszyc, Pszowa, Rydułtów, Radlina, Czyżowic i Syryni. Kopalnia zatrudniała około 50 pracowników. Zasoby siarki okazały się zbyt małe, dlatego w 1886 zamknięto zakład.
Hipotezę o położeniu złóż siarki rodzimej na obszarze zapadliska przedkarpackiego przedstawił w 1921 Jan Czarnocki, ówczesny zastępca dyrektora Państwowego Instytutu Geologicznego. Prace geologiczno-rozpoznawcze przerwała jednak II wojna światowa.
Odkrycie w 1953 przez prof. Stanisława Pawłowskiego z Państwowego Instytutu Geologicznego w Warszawie w okolicach Tarnobrzega, złoża siarki rodzimej było początkiem rozwoju górnictwa i przemysłu siarkowego w Polsce. Pierwszy otwór poszukiwawczy, w którym natrafiono na rudy siarki, został wykonany 23 września 1953 w Mokrzyszowie, gdzie zlokalizowano złoże o grubości warstwy około 8 m, zalegające na głębokości 76 m. Uchwała Prezydium Rządu nr 267/54 z dnia 8 maja 1954 była pierwszym aktem prawnym, powołującym polski przemysł siarkowy. Pracami nad rozwojem tej gałęzi przemysłu kierował w latach 1954-1957 inż. Franciszek Machalski.
Według Państwowego Instytutu Geologicznego, udokumentowane zasoby siarki rodzimej wynoszą  w Polsce ok. 510 mln ton

## Kopalnia Piaseczno
Była pierwszą odkrywkową kopalnią rudy siarki w Polsce. Budowę kopalni na terenie wsi Piaseczno, położonej na lewym brzegu Wisły, gdzie złoże rudy siarkowej zalegało na głębokości 21 m pod powierzchnią terenu, rozpoczęto w 1954 a ukończono w 1958. Uchwałą Prezydium Rządu nr 762 z 15 listopada 1954 kopalnia z dniem 1 stycznia 1955 przekazana została z resortu Górnictwa do Ministerstwa Przemysłu Chemicznego. 22 czerwca 1956 pod kierownictwem inż. Stanisława Orzechowskiego rozpoczęła pracę jako eksperymentalna kopalnia odkrywkowa. Z dniem 17 października 1957 otrzymała nazwę: Kopalnie i Zakłady Przetwórcze Siarki Tarnobrzeg w budowie. 6 grudnia 1957 pierwsze tony rudy siarkowej zostały wysłane transportem kolejowym do Zakładu Wzbogacania Kopalnych Surowców Chemicznych w Ogorzelcu, z której w lutym 1958 uzyskano pierwsze 500 ton czystej siarki. W dniu 2 stycznia 1959 roku kopalnia rozpoczęła pracę na skalę przemysłową, a w 1961 roku zmieniono nazwę przedsiębiorstwa na Kopalnie i Zakłady Przetwórcze Siarki w Tarnobrzegu. 21 października 1961 wydobyto pierwszą milionową tonę rudy siarkowej. W 1971 zgodnie z zarządzeniem Ministerstwa Przemysłu Chemicznego nr. NO-012-23/71,  przystąpiono do likwidacji kopalni. Likwidację kopalni oraz rekultywację terenów poeksploatacyjnych planowano zakończyć do 30 września 1974. Eksploatację złoża prowadzono do końca 1971, gdy zamknięto kopalnię z powodu wyczerpania złóż, po wydobyciu w przeliczeniu ok. 3,6 mln ton czystej siarki. W latach 1972–1974 wydobywano tzw. piaski baranowskie zalegające pod złożem siarki jako surowiec do produkcji szkła w hucie w Sandomierzu.

### Rekultywacja
Wyrobisko poeksploatacyjne, zostało poddane rekultywacji, w kierunku wodno-leśnym na obszarze ok.169 ha. W wyniku rozpoczętych prac powstał zbiornik wodny o powierzchni ok.160 ha i głębokości ok. 44 m, nazwany roboczo – Zbiornik Piaseczno. Z powodu problemów geologicznych, osuwiska, sporów kompetencyjnych oraz braków funduszy, prowadzona jest nadal rekultywacja tych terenów.

### Osuwisko
11 maja 2011 podczas rekultywacji, osunęła się formowana zachodnia skarpa przy tworzonym w wyrobisku zbiorniku wodnym. Około miliona metrów sześciennych ziemi spłynęło do zbiornika, spychając i zasypując na dnie dwie pracujące spycharki i operatora jednej z nich. Maszyn i ciała operatora, pomimo poszukiwań nie odnaleziono.

## Kopalnia Machów
W kwietniu 1958 wywłaszczono pod przyszłą budowę kopalni i zakładu przerobu siarki pierwszych mieszkańców wsi Machów. Na powierzchni ok. 200 ha rozpoczęto budowę dróg, infrastruktury energetycznej oraz baraków hotelowych dla załóg budowlanych.16 lutego 1960, ukazało się zarządzenie nr 12 Dyrektora Zjednoczenia Kopalnictwa Surowców Chemicznych, w sprawie odbiorów wstępnych zmontowanych maszyn, urządzeń, węzłów i obiektów przemysłowych. W czerwcu 1963 uzgodniono ostateczny projekt budowy kopalni i na początku 1964 ruszyły roboty przygotowawcze związane z udostępnieniem złóż. W celu budowy kopalni utworzono Przedsiębiorstwo Robót Górniczych Hydrokop z siedzibą w Krakowie. W styczniu 1965 Rada Ministrów zatwierdziła jej ostateczną wersję, zdolności produkcyjne określono na 1,2 mln ton rudy siarki rocznie. 1 października 1969 kopalnia rozpoczęła przemysłową eksploatację rudy siarkowej, do pełnej eksploatacji kopalnię przekazano 1 lipca 1970.  Eksploatacja złoża o grubości warstwy rudy siarki około 12 m, wymagała zdjęcia nadkładu zalegającego nad złożem o grubości dochodzącej do 90 m. Warstwa nadkładowa podzielona została na trzy poziomy o wysokości około 30 m każdy. Na poziomie A pierwszym od powierzchni terenu odkrywkę prowadziła czechosłowacka koparka wieloczerpakowa K-800, a na poziomach B i C koparki wieloczerpakowe typu SRs-2400 produkcji NRD. Odkryte złoże rozkruszano wstępnie za pomocą materiałów wybuchowych, wykonując otwory strzałowe o długości około 12 m i średnicy 100 mm. Pokruszona ruda była transportowana za pomocą przenośników taśmowych do stacjonarnej kruszarni zlokalizowanej poza wyrobiskiem.14 grudnia 1974 uległa poważnej awarii koparka SRs-2400 którą naprawiono dopiero w lipcu 1975. Decyzją nr 85/Org/92 Ministra Przemysłu i Handlu z dnia 29 maja 1992 kopalnię postawiono w stan likwidacji z dniem 1 czerwca 1992. Termin zakończenia likwidacji ustalono na 31 grudnia 1999. Wydobycie siarki prowadzone było przez prawie 23 lata, z końcem 1992 kopalnia zakończyła pracę po wydobyciu w przeliczeniu ok.11 mln ton czystej siarki.

### Ciekawostka

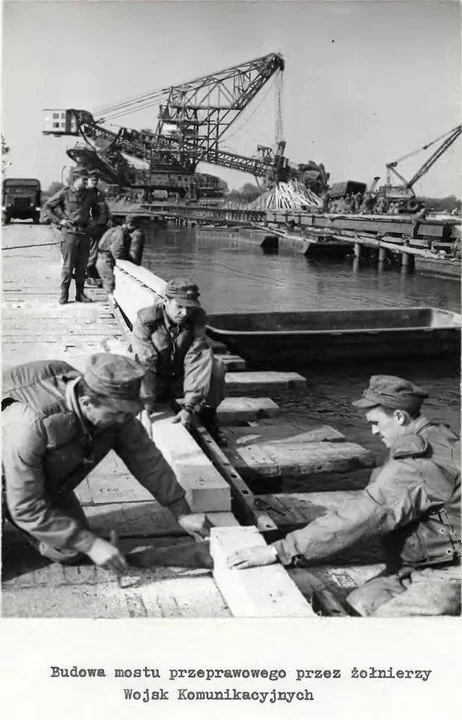
Przeprawa koparki K-800 przez Wisłę z Piaseczna do Machowa.

W 1972 w trakcie prac likwidacyjnych kopalni Piaseczno podjęto decyzję o przerzucie na prawy brzeg Wisły koparki K-800 do kopalni siarki Machów. Przeprawa maszyny o wymiarach: 31 m wysokości, 75 m długości i wadze 1350 ton była skomplikowaną operacją, nikt wcześniej w Polsce i Europie nie przeprowadzał takiego transportu. Przejazd maszyny nastąpił przez specjalnie zaprojektowany most, wybudowany przez wojsko. W dno Wisły wbito 1980 szt. pali drewnianych, na których wybudowano most, po przeprawie most rozebrano a wbite pale przy dnie rzeki zostały wysadzone za pomocą materiałów wybuchowych. Trasę o długości ok.8 km z Piaseczna do Machowa, koparka pokonała w dwa tygodnie z szybkością 2–6 m/min.

### Rekultywacja
Opracowany sposób zabezpieczenia wyrobiska po kopalni był rozwiązaniem niespotykanym wówczas w Europie. Dno zbiornika zostało uszczelnione 25-metrową warstwą iłu, zabezpieczając w ten sposób siarkowodór rozpuszczony w wodzie złożowej, który pozostał pod wyrobiskiem, przed wydostawaniem się do atmosfery i wody. 
W ten sposób w miejscu wyrobiska poeksploatacyjnego kopalni odkrywkowej Machów, oraz kopalni otworowej Machów II zlokalizowanych po prawej stronie Wisły, utworzono tereny i zbiornik wodny o charakterze rekreacyjnym, mający powierzchnię ok. 460 ha i głębokość około 42 m. Od 30 czerwca 2011 decyzją Rady Miasta Tarnobrzega nazwany Jeziorem Tarnobrzeskim.

## Wydobycie
Z obu wyrobisk Piaseczno i Machów łącznie wydobyto ok. 82 mln ton rudy siarkowej, z czego uzyskano ok.15 mln ton siarki rafinowanej. W tym celu w samej tylko kopalni Machów zdjęto ok. 380 mln m³ nadkładu.
Z ziemi nadkładowej wydobytej w kopalni powstała tzw. Zwałka Dąbrowicka.

## Flota morska
Polska Żegluga Morska eksploatowała zbiornikowce z podgrzewanymi zbiornikami do przewozu siarki płynnej, które posiadały nazwy związane z kopalniami siarki. Pierwszym - w uznaniu zasług kopalni w rozwoju polskiego górnictwa siarki - był siarkowiec nazwany Kopalnia Piaseczno, następne to: Kopalnia Machów, Kopalnia Grzybów i Kopalnia Jeziorko, wybudowane przez hiszpańskie stocznie w Bilbao i Sewilli wchodzące do eksploatacji w latach 1971-72. Kolejne zbudowane w szwedzkiej stoczni: to Siarkopol (1973-1997), Prof. K. Bohdanowicz (1974-2000), Tarnobrzeg (1973-1997) oraz Zagłębie Siarkowe (1976-2000).

## Dyrektorzy kopalni[1]
- mgr inż. Franciszek Machalski (1954-1957),
- mgr inż. Stanisław Orzechowski (1957-1958),
- mgr inż. Tadeusz Rachniowski (1958-1961),
- mgr inż. Janusz Gadomski (1961-1968),
- inż. Adolf Książkiewicz (1968-1970),
- mgr inż. Jan Fiołna (1970-1972),
- dr Eugeniusz Gutman (1971-1979),
- inż. Jan Klimek (1979 -1986),
- mgr Andrzej Stepień (1986 -1991),
- mgr Józef Drozd (1991-1998),

## Największa kopalnia
Odkrywkowa kopalnia Jaworów powstała w 1964 w okolicach Jaworowa na zachodniej Ukrainie. Przemysłowa powierzchnia  kopalni odkrywkowej obejmowała obszar 3472 ha. Kopalnia zakończyła eksploatację złóż siarki i jej przetwarzania w 1994.

### Rekultywacja
Wyrobisko kopalniane jest największym wyrobiskiem w skali światowej, jego objętość  wynosi ok. 402 mln m³. Zalany wodą z rzeki Szkło teren jest nazywany Morzem. Dodatkowo powstał lej depresyjny o powierzchni ok.100 km2. W ponad 20 miejscowościach obniżył się poziom wód gruntowych, a wiele miejscowości pozbawionych zostało wody.